# Ante Žanetić
Ante Žanetić (Blato na Korčuli, 18. studenoga 1936. -  Wollongong, Novi Južni Wales, Australija, 18. prosinca 2014.), popularni Luli, bio je hrvatski nogometaš, legendarni Hajdukov igrač. Rodom je iz Blata na Korčuli. Po struci je bio učitelj (završena učiteljska škola u Dubrovniku).
Igrao je u veznom redu, na položaju desnog halfa. Prema mišljenima nogometnih stručnjaka, Žanetić je bio nogometni protagonist ispred svog vremena, igrač totalnog nogometa prije nego što je ovaj pojam izmišljen.

## Životopis i klupska karijera
Rodio se je u Blatu na Korčuli u obitelji haesesovaca. U Dubrovniku je završio učiteljsku školu. Dok se školovao u Dubrovniku, bio je došao do teških saznanja o poslijeratnim zločinima nad inteligencijom i svećenstvom u Dubrovniku.
Nogometom se počeo baviti 1952. godine u Zmaju iz Blata, a nakon toga nastavio je igračku karijeru 1953. godine u GOŠK-u iz Dubrovnika.

### HNK Hajduk Split
Za splitskoga Hajduka igrao je od 1955. do 1960. godine. Odigrao je ukupno 254 utakmice i postigao 41 pogodak.
Od 1958. godine slijede događaji koji su promijenili tijek njegove karijere. Nije se slagao s krugovima u klupskoj upravi i gradu i novodovedenim trenerom Milovanom Ćirićem (kojeg su ti isti krugovi i doveli). Ante Žanetić ga je opisao kao "velikosrbina", a krugove u klubu i gradu koji su ga doveli kao "orjunaške i udbaške"; a optužbe za pristup novog trenera idu dotle da je "Ćirić u kratko vrijeme zatrovao odnose izmedju Hajduka i Dinama, tako da je sada Zagreb neprijateljski grad, a Beograd je prijatelj Hajduka. Od tada je počeo pravi rat izmedju navijača bilih i plavih, koji nikada nije ni prestao, i pravo je čudo, kako nitko nije ni ubijen.". Zbog maltretiranja po gradu koja su uslijedila od izmanipuliranih navijača, a u režiji prije navedenih orjunaških krugova, Žanetić je 1960. godine bio prisiljen emigrirati, što je i učinio prvom prigodom, u siječnju 1961. godine, tijekom Hajdukovog gostovanja u Danskoj i Njemačkoj. U isto vrijeme su iz Hajduka otišli iz istih razloga Branko Vidjak i Vladimir Beara. Taj orjunaški plan zavađanja Hrvata koji su osmislili velikosrpski krugovi u jugoslavenskom režimu iznimno mu je smetao, i "do kraja su ga života te recentne pojave svađanja navijača, izazivanja sukoba i huškanja jednih na druge izvan sportskog rivaliteta boljele i na njih je ukazivao." Nepravde su se prenosile i na športsko polje: Žanetić je bio svjedokom da su izboru igrača za reprezentaciju hrvatski igrači morali biti dvostruko bolji da bi zaslužili poziv. Zbog toga nije podnosio Jugoslaviju ni njezin režim.
Statistika u Hajduku
| Natjecanje        | Nastupi | Zgoditci |
| ----------------- | ------- | -------- |
| Prvenstvo         | 115     | 11       |
| Kup               | 15      | 7        |
| Superkup          | 0       | 0        |
| Međunarodne       | 0       | 0        |
| Splitski podsavez | 0       | 0        |
| Ukupno            | 130     | 18       |
| Prijateljske      | 124     | 23       |
| Sveukupno         | 254     | 41       |

### Inozemstvo
Jedno vrijeme igrao je za belgijski FC Bruges, a onda je zbog bolesti prekinuo igračku karijeru. Od 1967. godine živio je u Australiji, gdje je pristupio sydneyjskoj Croatiji.
Dok je bio u emigraciji, ime mu je bilo u zabrani. Nije ga se smjelo spomenuti, nije ga se navodilo u almanasima, niti ga se za sve vrijeme Jugoslavije ikad uvrštavalo među najbolje Hajdukove momčadi svih vremena, niti ga se spominjalo kao kandidata za tu momčad, pa mlađe generacije nisu ni mogle znati za njega. Premda europski igrač broj 1 na tome položaju, jugokomunistički režim namijenio mu je zaborav. Žanetić, premda je bio daleko očima od Hrvatske, Hrvatska mu je uvijek bila blizu srca, što je sve više raslo kako je vrijeme prolazilo. Osobito se angažirao za Hrvatsku u vrijeme hrvatskog obrambeno-oslobodilačkog rata, u danima kad se Hrvatska ujedinjavala s iseljeništvom, i samo iseljeništvo između svojih redova. Do zadnjih je dana života pratio i precizno uočavao deformacije hrvatskog društva te ukazivao je na lažne domoljube koji su u Australiju dolazili s velikim riječima, a novac odnosili i prisvajali.
2006. godine je objavio autobiografsku knjigu Zlato Rima i Srebro Pariza: športski memoari i trnovit put Ante Žanetića koju je posvetio svom "namučenom i nepokorenom narodu".
Umro je 18. prosinca 2014. godine u Wollongongu. Pokopan je u Wollongongu s Hajdukovim dresom, zlatnom olimpijskom medaljom i olimpijskom bakljom, koju je nosio 2000. godine prije sydneyskih Olimpijskih igara 2000., uz misu u hrvatskoj crkvi.

## Reprezentativna karijera
Nastupio je i za Hrvatsku: bio je članom hrvatskog predstavništva koje je 12. rujna 1956. godine u Zagrebu odigralo utakmicu protiv Indonezije (5:2), jedine međunarodne utakmice koju je Hrvatska samostalno odigrala za vrijeme socijalističke Jugoslavije. Za Jugoslaviju je odigrao 15 utakmica i postigao 2 pogotka. Za Jugoslaviju prvi puta nastupio je 1959. godine protiv Zapadne Njemačke u Hannoveru (1:1), a posljednji puta 1960. godine, u završnici Olimpijskih igara u Rimu, protiv Danske (3:1).

## Sudjelovanja na velikim natjecanjima
Sudjelovao je na OI 1960. godine gdje je osvojio zlato.
Iste godine je sudjelovao na europskom prvenstvu koje se igralo u Francuskoj, na kojem je došao do završnice i osvojio srebrno odličje. Bio je i prvim strijelcem na utakmici kojom se izbacilo domaćina iz daljnjeg natjecanja.

## Priznanja

### Individualna
- 1960.: Engleski športski časopis iz Londona World Soccer ga je izabrao u izabranu najbolju momčad na svijetu.[2][7] Idealnu postavu su činili: Grosics, Bergmark, Santamaria, N. Santos, Verges, Zanetic, Julinho, Pele, Di Stefano, Puskas i Gento.[2][7]
- 1960.: Izabran je za najboljeg europskog desnog halfa.[2]

### Reprezentativna
Jugoslavija
- 1960.: Rim 1960., zlato.
- 1960.: Francuska 1960., srebro.

## Spomen
- Na zapadnoj splitskoj obali sugrađani su mu se odužili pločom s njegovim imenom i prezimenom, dok je u rodnom Blatu Torcida naslikala veliki mural s njegovim likom.[8]
- U povodu pet godina od njegove smrti, HNK Hajduk je skupa s Hrvatskom poštom i Hrvatskim društvom olimpijske filatelije i memorabilije izdao je prigodnu dopisnicu s portretom i životopisom legendarnog hrvatskog nogometaša i domoljuba. Također su Hrvatska pošta i HNK Hajduk izdali i prigodni žig s likom Ante Žanetića. Time se Žanetić pridružio skupini Hajdukovih nogometaša koji su se pojavili na pojedinačnim žigovima, u kojoj su Luka Kaliterna, Bernard Vukas, Tomislav Ivić, Leo Lemešić, Ratko Kacian, Andrija Anković, Vladimir Beara, Frane Matošić i Aleksandar Kozlina. Svečana promocija dopisnice i žiga, bila je na Antinu petu obljetnicu smrti. Održala se u poslovnici splitske Hrvatske pošte, broj 21101, u ulici Kralja Tomislava 9. Prvi žig sa Žanetićevim likom na dopisnicu udarila je Antina sestra Katija.[9]

## Vanjske poveznice
- HNK Hajduk: Preminuo Ante Žanetić
- Korčula.net  Arhivirana inačica izvorne stranice od 13. svibnja 2008. (Wayback Machine) Ante Žanetić
- (srp.) Statistika u jugoslavenskoj nogometnoj reprezentaciji